# Sten Erickson
Sten Gustaf Ingemar Erickson, född 18 december 1929, död 29 maj 2025 i Österåker-Östra Ryds distrikt, var en svensk friidrottare (huvudgren tresteg). Han tävlade för IF Brännan och IF Elfsborg. Han utsågs 1958 till Stor grabb nummer 197 i friidrott.

## Karriär (tresteg)
Den 16 augusti 1959, vid SM i Stockholm (som han vann), slog Erickson Lars Karlboms svenska rekord i tresteg från 1958, med ett hopp på 15,68. 
År 1960 vann han SM igen, denna gång på 15,27. Den 6 september 1960 förbättrade han sitt svenska rekord till 15,76. Han behöll det till 1969 då Birger Nyberg hoppade 15,79.